# Pep Bertran
Pep Bertran (Mataró, Barcelona, 20 de septiembre de 1971) es un escritor español. Ha estudiado ciencias de la información, dirección cinematográfica y psicoanálisis. En 1996 recibió el premio de novela corta Just Manuel Casero con la obra La Ribera, que publicó la Editorial Empúries en 1997. A continuación abandonó la escritura y se formó como psicoanalista. Colaboró con el El Punt/Maresme entre el periodo 1997-98. Su novela Una vida regalada, la primera de la colección "Narratives" de Edicions Saldonar, es una falsa autobiografía del autor que tiene como escenario el barrio de la Ribera de Barcelona.

## Obra
Esta es una recopilación de su obra literaria:
- La Ribera. Barcelona: Editorial Empúries, 1997.
- L'autor i la histèrica Gerona: Ed. Senhal, 1998.
- Una vida regalada - Les falses memòries d'un aprenent d'escriptor. Barcelona: Edicions Saldonar, 2012. ISBN 978-84-937800-6-7[3]
- Entre dues llums - Èdip a la rectoria. Barcelona: Edicions Saldonar, 2013. ISBN 978-84-941164-3-8[4]

## Premios y reconocimientos
- 1996: Premi Just Manuel Casero[1]